# سنيلفيورد
سنيلفيورد، باللغة النرويجية Snillfjord، هي بلدية في مقاطعة سور تروندلاغ وتنتمي لمقاطعة فوسان. المقر الإداري للبلدية هو كروكستادورا، كما تضم قرى أخرى مثل: يترا سنيلفيورد، هيمنسكيالا وفوتودال.

## معلومات عامة
تأسست بلدية سنيلفيورد في 1 يوليو/تموز 1924 بعد انفصالها عن هيمنا. في 1 يناير/كانون الثاني 196 الجزء الغربي من هايم والغربي من أغدينيس جُمعت مع سنيلفيورد لتشكيل بلدية جديدة تُدعى بسنيلفيورد. في 1 يناير/كانون الثاني 1995 تم فصل منطقة ميدتون من أغدينيس وضمها إلى سنيلفيورد.

### التسمية
سميت البلدية نسبة إلى خلل سنيلفيوردن. الجزء الأول هو الاسم القديم لنهر سنيلدالسيلفا، اسم النهر مشتق من كلمة snild المشتقة  snjallr بدورها من كلمة وتعنى «سريع».

### شعار النبالة
شعار النبالة اُعتمد حديثا في 19 سبتمبر/أيلول 1990 وهو يصور مذارة ذات لون فضي موجهة نحو الأسفل، مع خلفية خضراء، في إشارة لأهمية الزراعة في البلدية.

### الكنائس
كنيسة النرويج تملك أبشرية واحدة في بلدية سنيلفيورد، وهي تابعة لعمادة أوركدال وأسقفية نيداروس.
| الأبشرية  | اسم الكنيسة     | تاريخ البناء | تاريخ البناء |
| --------- | --------------- | ------------ | ------------ |
| سنيلفيورد | سنيلفيورد كيركا | 1898         | كروكستادورا  |

## الجغرافيا
تقع بلدية سنيلفيورد جنوب خليج تروندهايمسليا وشرق خلل هيمنفيوردن. بحيرة فافاتنت تقع في الجنوب الشرقي مع الحدود على أوركدال. تضم البلدية جزيرة هيمنسكيالا الواقعة شمال مضيق تروندهايمسالايا وعلى المدخل الجنوبي لفق هيترا.
تحد سنيلفيورد كل من هيمنا في الجنوب الغربي، هيترا في الشمال الغربي، أغدينيس في الشمال الشرقي وأوركدال في الجنوب الشرقي.

## روابط خارجية
- الدليل السياحي لمقاطعة سور تروندلاع على Wikivoyage.
- إحصاءات حول البلدية على موقع الإحصاءات النرويجي.